# Balad (Irak)
Balad (arabisch بلد, DMG Balad) ist ein irakischer Ort im Gouvernement Salah ad-Din.
Der Ort liegt rund 50 km nördlich von Bagdad. Balad ist Haltebahnhof der Bagdadbahn.
Während des Irakkrieges 2006 kam es zu gewalttätigen Auseinandersetzungen zwischen sunnitischen und schiitischen Kämpfern.
Bis zum Abzug der Amerikanischen Streitkräfte im Dezember 2011 befand sich in Balad die größte US-amerikanische Militärbasis, die Joint Base Balad, im Ort. Im Dezember 2014 wurden schiitische Kämpfer durch Einheiten des Islamischen Staates getötet. Dem Islamischen Staat gelang es im Dezember 2014 aber nicht, den belagerten Ort einzunehmen.